# Nancy Simons
Nancy Joan Simons (Oakland, 20 maggio 1938) è un'ex nuotatrice statunitense.

## Carriera
Assieme alle compagne Sylvia Ruuska, Shelley Mann e Joan Rosazza vinse la medaglia d'argento nella 4x100m stile libero alle Olimpiadi di Melbourne.

## Palmarès
- Giochi olimpici

Melbourne 1956: argento nella 4x100m stile libero.